# Michael Koschorreck
Michael Koschorreck (besser bekannt unter seinem Künstlernamen Kosho; * 4. Januar 1962 in Heilbronn) ist ein deutscher Gitarrist und Sänger.
Er spielte während der letzten 25 Jahre Gitarrentracks unter anderem für Nena, Xavier Naidoo und Les McCann, arbeitete mit Produzenten wie Edo Zanki oder Markus Born und erhielt mehrere Auszeichnungen mit der Avantgarde-Popformation Sanfte Liebe, in der er unter anderem mit dem Schlagzeuger Erwin Ditzner zusammenspielte, und aus der später die Mardi Gras.bb hervorging. In den 1990er Jahren wandte er sich verstärkt den Möglichkeiten der akustischen Gitarre zu und entwickelte seinen individuellen Stil der „mondo funk guitar“, indem er Elemente der Musikstile Bossa Nova, Blues, Jazz und Flamenco miteinander verschmolz. So entstand eine Mischung aus Jazz- und Popmusik, wie sie auf dem Album Tinggal zu hören ist.
Die Initialzündung seiner Popkarriere erfolgte im Mai 1999, als Kosho als Mitorganisator eines Benefizkonzerts verschiedene lokale und überregionale Acts um Teilnahme bat. Die Söhne Mannheims traten zusammen mit Kosho auf und behielten ihn als Gitarrist.
Seit 2003 ist er auch Dozent für Gitarre an der Popakademie Baden-Württemberg, der er wie Xavier Naidoo und die restlichen Söhne Mannheims als Projektpartner zur Seite steht.
Kosho schreibt außerdem Musik für Theater und Film.

## Diskografie (eigene Alben)
- 1997: Snapshot Music Box
- 2001: Classic meets soul (mit Augustin Wiedemann)
- 2002: Tinggal
- 2011: All Sides Love